# Артродез

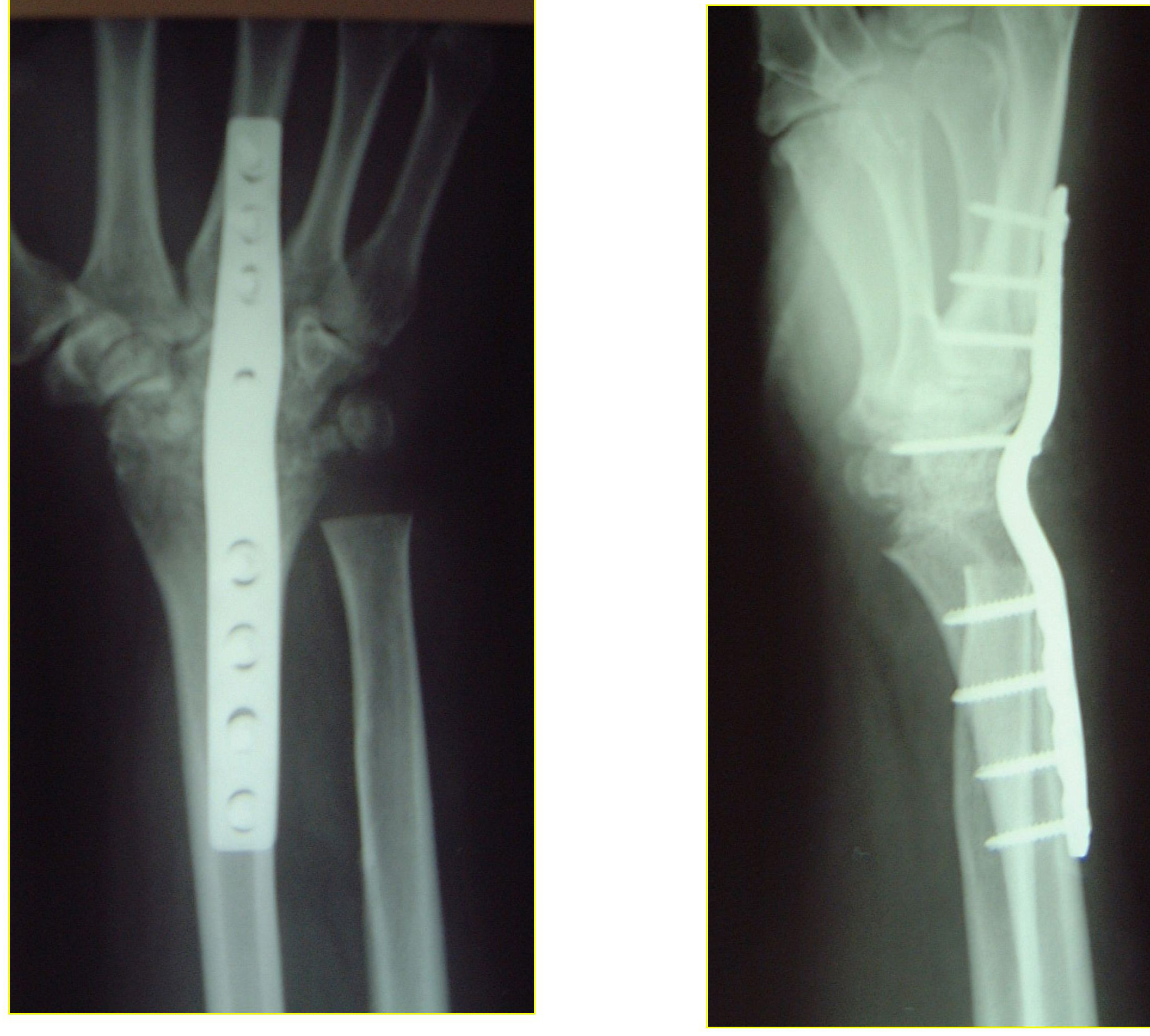
Артродез променево-зап'ясткового суглоба пластиною та гвинтами

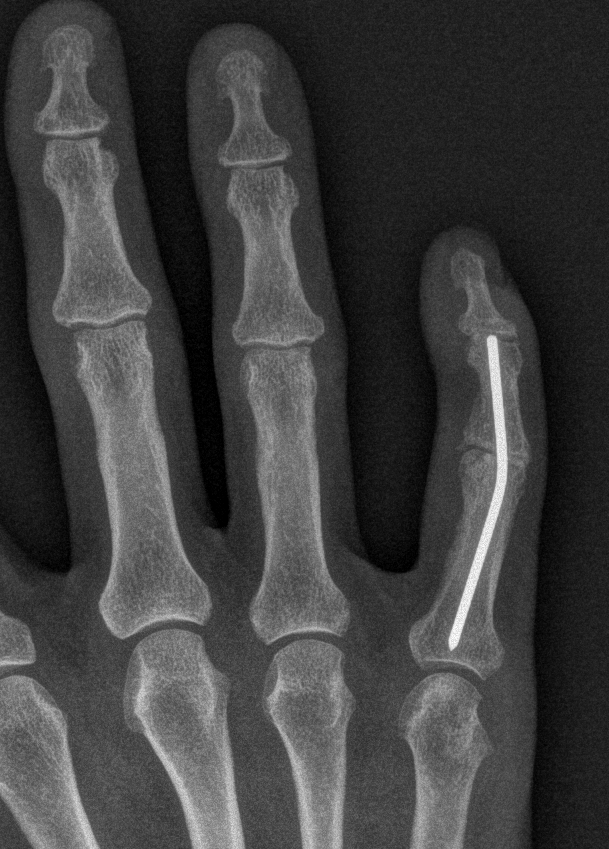
Артродез суглобів 5 пальця інтрамедулярною спицею

Артродез (від грец. arthron — суглоб та грец. desis — зв'язування) — хірургічна операція, що полягає у фіксації кісток в суглобі та призводить до повного знерухомлення даного суглоба (анкілозу). Такая операція проводиться для закріплення суглоба у постійному фіксованому положенні. Артродез передбачає збереження або відновлення опороздатності кінцівки в ураженому суглобі і значне ослаблення або усунення больового синдрому, проте при цьому, найчастіше незворотно, втрачається функція даного суглоба. Тому сьогодні даний вид оперативного лікування вважається крайнім і вимушеним заходом і показання до його виконання повинні бути максимально обґрунтованими та виправданими.

## Історія
Вперше оперативне замикання суглоба після економної резекції суглобових поверхонь здійснив віденський хірург Альберт (Е. Albert, 1878) з метою усунення порочного положення нижньої кінцівки у хворого, який переніс поліомієліт. Він назвав операцію «артродезом».
Проте значно раніше, у 1861 році, Ю. К. Шимановський рекомендував анкілозувати таранногомілкове зчленування при короткій шопарівській культі зі згинальною контрактурою гомілково-стопового суглоба. К. К. Рейєр в 1882 демонстрував на засіданні Хірургічного товариства Пирогова двох хворих після артродезу, оперованих з приводу вродженої клишоногості. 1892 року H.A. Щеголєв повідомив про результати артродезу гомілково-стопового суглоба у 6 хворих.
Починаючи з 1900-х років, артродез гомілкостопного суглоба використовувався як хірургічна корекція поліомієліту. На початку 1950-х років Charnley описав компресійний артродез із застосуванням пристроїв зовнішньої фіксації для зрощення гомілкостопного суглоба. Цілями артродезу гомілковостопного суглоба Charnley було усунення зсувних сил і фіксація з щільним приляганням кісткових поверхонь. Компресія в місці артродезу виявилася необхідним кроком для покращення показників зрощення.
Glissan вперше описав конкретні принципи артродезу гомілковостопного суглоба. У 1949 році він опублікував свою процедуру, в якій описав 4 цілі для фіксації артродезу гомілковостопного суглоба, що призвело до більшої швидкості зрощення. Він наголосив на важливості видалення всіх хрящів і тканин, які б перешкоджали близькому зближенню суміжних кісткових поверхонь.
Даний вид оперативного лікування суглобів є найстаршим в історичному аспекті і сьогодні накопичено величезний досвід застосування артродезу і значна кількість різноманітних методик його виконання. 

## Покази
Артродезування виконується у випадку, якщо суглоб є вкрай болючим, нестабільним, значно деформованим або уражений хронічним інфекційним захворюванням, а також, якщо хворому через певні причини неможливо або небажано виконувати артропластику (ендопротезування).
При виконанні артродезу використовуються найрізноманітніші види фіксації: пластини з гвинтами, гвинти, скоби, стержні, шпиці, кісткові ауто- і алотрансплантати, інтрамедулярні стержні, апарати зовнішньої фіксації, гіпсові пов'язки. При необхідності можна виконати артродез будь-якого суглоба. Певною перевагою даного виду оперативного лікування є те, що саме по собі оперативне втручання не вимагає затрати значних економічних та технічних ресурсів, проте найважливішим аспектом успішного застосування артродезування є кваліфікація хірурга, який його виконує.

## Види
При лікуванні остеоартрозу найчастіше виконується артродез надп'ятково-гомілкового, рідше колінного, кульшового суглобів.